# الینگتون
الینگتون (به انگلیسی: Ellington) یک شهر در ایالات متحده آمریکا است که در شهرستان رینولدز، میزوری واقع شده‌است. الینگتون ۳٫۵۷ کیلومتر مربع مساحت و ۹۸۷ نفر جمعیت دارد و ۲۰۲ متر بالاتر از سطح دریا واقع شده‌است.